# Nouveaux pays industrialisés
 (août 2016).
Si vous disposez d'ouvrages ou d'articles de référence ou si vous connaissez des sites web de qualité traitant du thème abordé ici, merci de compléter l'article en donnant les références utiles à sa vérifiabilité et en les liant à la section « Notes et références ».
Les nouveaux pays industrialisés (NPI) sont les pays qui ont amorcé un important décollage industriel à partir des années 1960.

## Description

Les nouveaux pays industrialisés en 2010. Ceci constitue la catégorie intermédiaire entre « pleinement développé » et « en développement ».

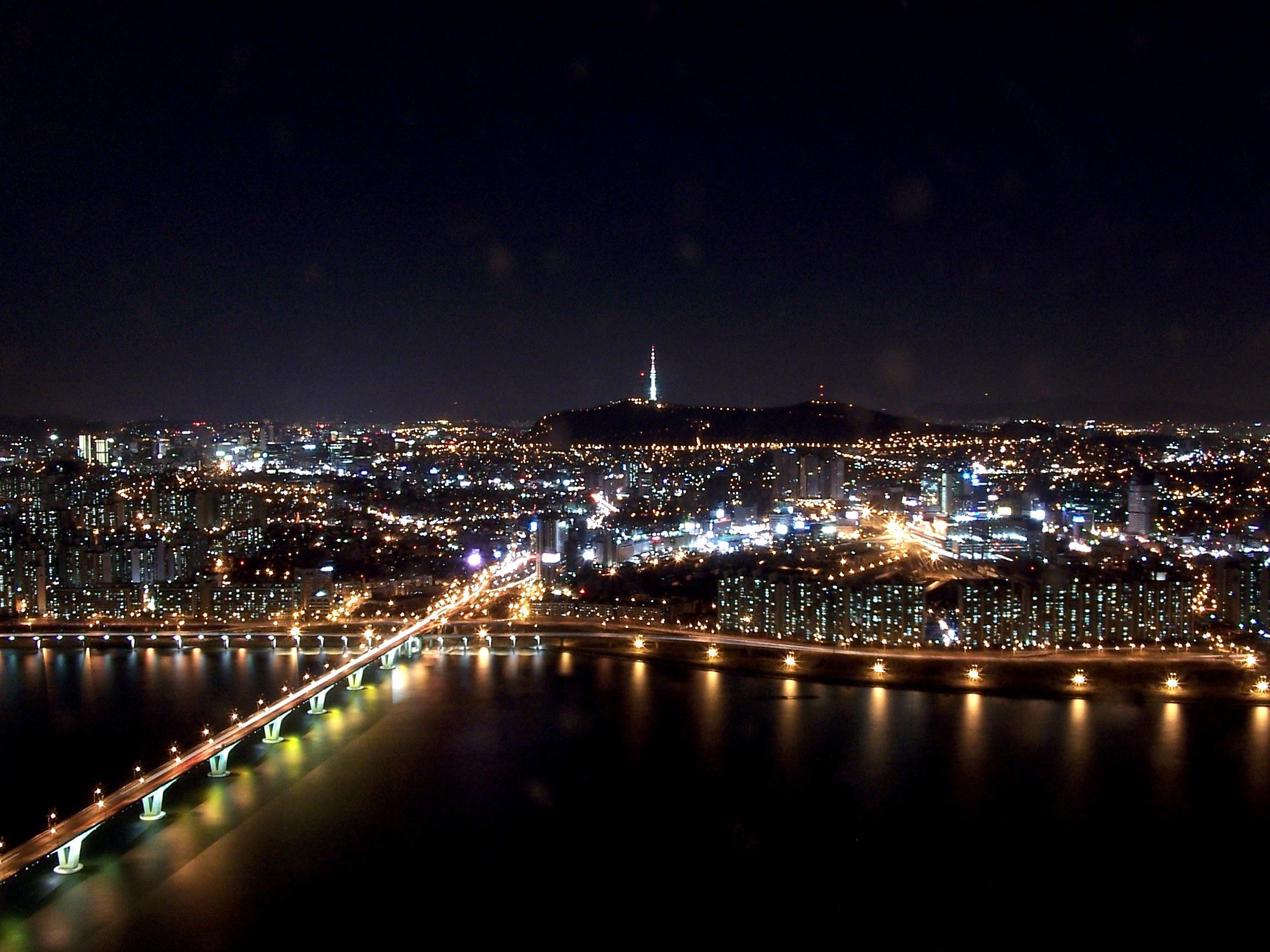
Corée du Sud (ancien NPI, aujourd'hui pleinement développé).

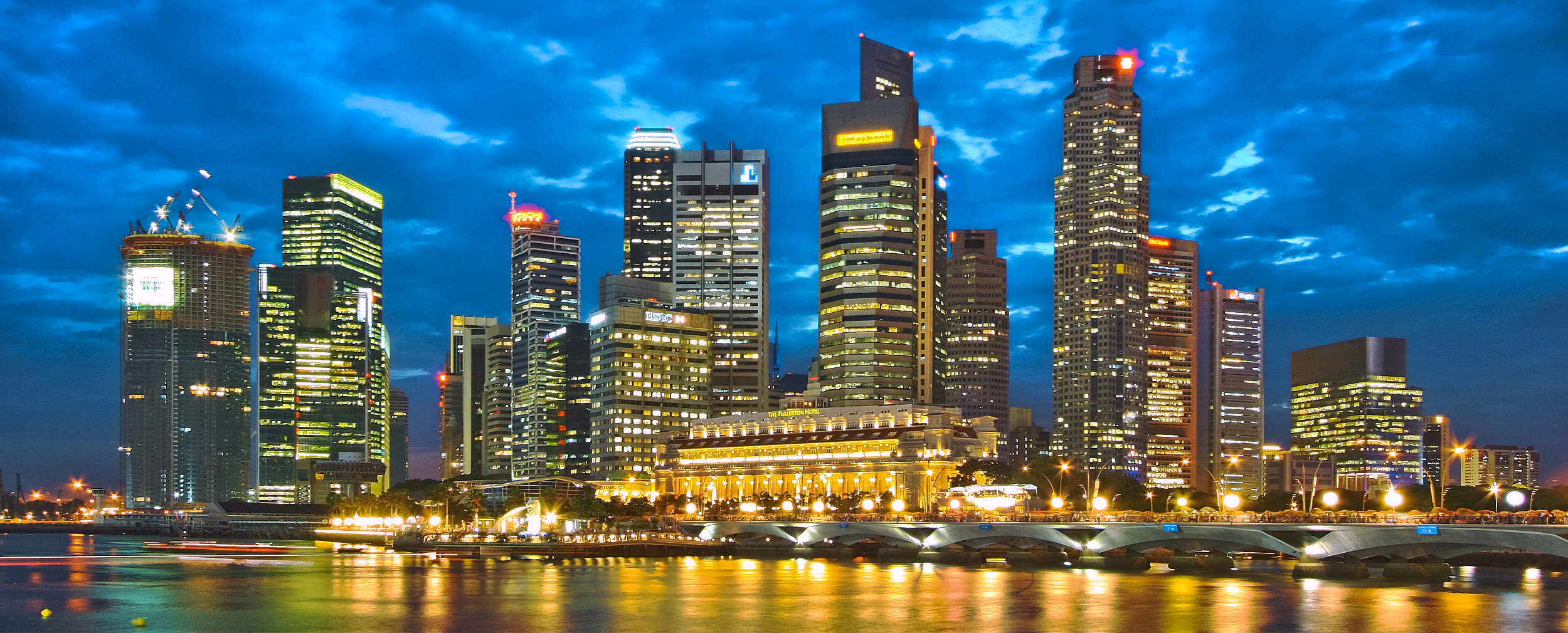
Singapour (ancien NPI, aujourd'hui pleinement développé).

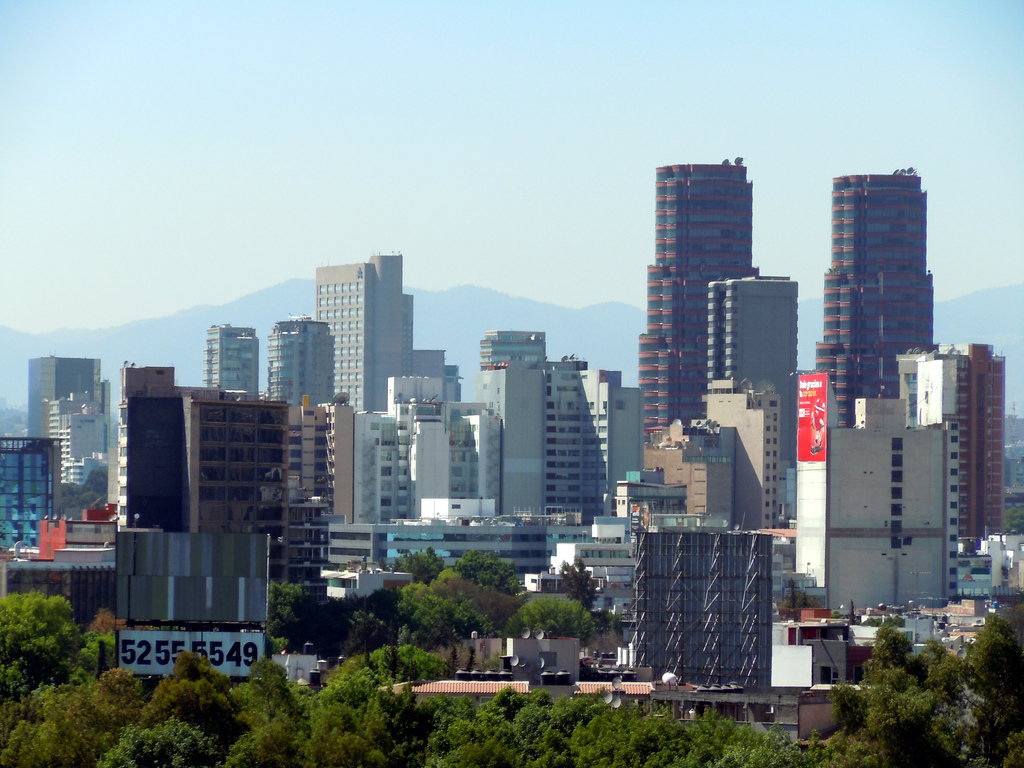
Le Mexique est l'un des pays qualifiés de jaguar.

Dans les années 1960, les premiers nouveaux pays industrialisés (NPI) figuraient parmi les pays en développement. Depuis, ils ont démontré qu'il était possible, sous certaines conditions, d'amorcer un véritable décollage industriel et rattraper les pays développés.
Aujourd'hui, les quatre dragons asiatiques, appelés aussi NPI de première génération, sont devenus des pays développés à part entière, et jouissent d'un PIB-PPA par habitant équivalent à celui de l'Union européenne. La Corée du Sud a un PNB par habitant proche de celui de la Grèce ou du Portugal. Singapour et Hong Kong figurent dans le groupe des pays à revenu élevé dès le début des années 1990. Et selon le FMI, le PIB par tête de Taïwan, calculé en parité de pouvoir d'achat, devrait s'établir à plus de 34 700 dollars US en 2010, surpassant celui du Japon, de la France ou encore de la Finlande.
Il n'existe pas de liste officielle des nouveaux pays industrialisés : on y intègre les économies qui, par leur stratégie de développement, ont connu une phase d'industrialisation rapide au cours des vingt à quarante dernières années.
Parmi les NPI, on trouve aujourd'hui :
- Les « cinq bébés Tigres » : Malaisie, Indonésie, Thaïlande, Philippines, Viet-Nam
- Les « jaguars »[1] : Mexique, Chili, Colombie, Argentine
- Les BRICS : Brésil, Russie, Inde, Chine et l'Afrique du Sud.
- La Turquie.

Les « Quatre dragons asiatiques » (Corée du Sud, Taïwan, Singapour et Hong Kong) sont considérés depuis les années 1990 comme des pays développés et ne font plus partie des NPI. On pourrait éventuellement les appeler « anciens NPI ».
Avec le début des années 1980 et le développement des marchés financiers dans certains pays du Sud, est apparu le concept proche de « pays émergents ». À la différence des NPI, certains des pays émergents ont déjà eu un important secteur industriel (notamment les Pays de l'Est) ou se développent dans d'autres secteurs que l'industrie.

## La stratégie des NPI d'Asie
La stratégie de développement des pays regroupés au sein des NPI d'Asie (NPIA) est relativement similaire et suit cinq principes fondamentaux :

### L'intervention active de l'État
Le modèle de développement est un mélange de libéralisme et d'interventionnisme direct et actif. L'État crée les infrastructures nécessaires à l'industrialisation, mise en place de mesures protectionnistes, choix des secteurs considérés comme prioritaires pour l'industrialisation, scolarisation, politique active de santé et contraception débouchant sur une transition démographique rapide etc.

### La réforme agraire
Le décollage industriel commence par des réformes agraires importantes. Toutes ces mesures permettent la création d'une classe moyenne nécessaire pour créer une demande interne.

### Le «dividende démographique» par la généralisation des soins de santé primaire, de la scolarisation et de la contraception
La baisse très rapide de la mortalité dans les années 1950 induit des taux de croissance démographiques très élevés (3% par an à la fin des années 1950), alors que la densité utile par km² cultivable est déjà parmi les plus élevées au monde. Une politique scolaire active aboutissant à un taux d'alphabétisation élevé, notamment des femmes, favorise l'accès à la contraception et permet alors une transition démographique très rapide et la formation d'une main d'œuvre qualifiée.

### L'industrialisation par la promotion des exportations de produits manufacturés
Les NPI développent une stratégie d'industrialisation à partir de la production de biens destinés à l'exportation et s'adressent donc en premier lieu au marché mondial avant de s'adresser au marché national. Ils jouent sur les avantages comparatifs procurés par une main d'œuvre abondante et bon marché.

### La remontée de filière
Pour provoquer un développement autonome, la promotion des exportations doit être relayée par une stratégie dite de remontée de filière, c'est-à-dire par des investissements dans les secteurs en amont, ainsi la production nationale s’est diversifiée vers des activités à plus forte valeur ajoutée (notamment l’électronique dans les pays asiatiques) grâce à l’appropriation des technologies des pays développés. Exemple : textile, sidérurgie/chimie, électronique, informatique (on a appelé ce modèle de développement « vol d'oies sauvages » en référence à la forme du graphique représentant les remontées de filières successives).
Ce modèle, encensé dans les années 1980 pour ses résultats économiques impressionnants (croissance forte entre autres), a perdu de sa crédibilité après la crise asiatique de 1997 ; il reste tout de même une référence. Ainsi, ces nouveaux pays fabriquant des produits de grande consommation pour les États-Unis, l'Europe et le Japon communiquent leur modèle économique aux pays voisins (Philippines, Indonésie, Vietnam, Malaisie, etc.) qui sont devenus à leur tour des « pays ateliers ».

## Les résultats

### Des économies très ouvertes
Les exportations représentent plus de 30 % du PNB des NPI, si l'on inclut la Chine mais plus de 100 % dans des pays de transit et réexportation comme Singapour ,. Il s'agit donc d'économies très ouvertes et dépendantes de l'extérieur. De plus, très souvent, une partie importante des investissements a été réalisée par des firmes multinationales.

### Des pays de plus en plus proches d'un niveau de développement moyen ou élevé
Au cours des vingt-cinq dernières années, le revenu par habitant des NPI a presque quadruplé, augmentant de 5 % par an en moyenne. La Corée du Sud a obtenu un taux de croissance annuel supérieur à 8 % pendant la même période, et est devenue un pays développé dès les années 1990. Cette force croissante s'est traduite par de gros progrès sur le plan du développement : amélioration sensible du niveau de vie et parfois réduction des inégalités sociales, augmentation de l'espérance de vie, taux d'alphabétisation en hausse, régression de la part de l'agriculture dans le PNB au profit de l'industrie et des services, régression du chômage etc. Au gré de cette évolution, certains NPI rejoignent petit à petit le niveau de développement des autres pays industrialisés.
On peut distinguer schématiquement trois niveaux de développement économique :
les NPI première génération ou quatre dragons, qui font partie au XXIe siècle du groupe des pays développés.
les NPI deuxième génération, qui en 2020 se situent autour de la moyenne mondiale du PIB par habitant en parité de pouvoir d'achat (PPA), les NPI d'Asie de l'Est (Malaisie, Indonésie, Thailande, la Chine), la Turquie, l'Afrique du Sud, les jaguars d'Amérique latine, le Brésil ;
les NPI troisième génération sont appelés aussi pays en voie d'industrialisation ; ils ont en 2020  un PIB par habitant en PPA inférieur généralement à 50 % de la moyenne mondiale : Philippines, Vietnam, Asie du Sud (Inde, Pakistan).

### Les limites du modèle asiatique
La croissance n'est pas toujours synonyme de développement. La répartition des richesses peut ne pas se faire de manière équitable. Les NPI d'Asie première génération, la Corée du Sud, Taïwan et Singapour, sont des exemples de développement relativement égalitaire, mais ce n'est pas forcément le cas de tous les NPI. Compte tenu de leur densité utile très élevée et d'industries souvent polluantes, beaucoup de pays d'Asie de l'Est et du Sud, notamment les deux géants, Inde et Chine, sont considérés comme des « bombes écologiques » à moyen terme.